# Zwönitz
Zwönitz település Németországban, azon belül Szászország tartományban. Lakosainak száma 11 702 fő (2023. december 31.).

## Népesség
A település népességének változása:
| Lakosok száma | 12 068 | 11 993 | 11 836 | 11 786 | 11 702 |
|               | 2017   | 2019   | 2021   | 2022   | 2023   |